# Michael Dean Carleton
Michael Dean Carleton (Decatur, Illinois, 27 de desembre del 1944) és un zoòleg estatunidenc. El seu centre d'interès és la mastologia, especialment l'ordre dels rosegadors.

## Biografia
El 1966 es graduà en Biologia per la Universitat de Massachusetts a Amherst. El 1979 es doctorà a la Universitat de Michigan a Ann Arbor amb la tesi Phylogenetic Relationships in Neotomine-Peromyscine Rodents and a Reappraisal of the Dichotomy in New World Cricetinae.
El 1966 obtingué una beca de la Llei Nacional d'Educació per a la Defensa Nacional, gràcies a la qual ensenyà al Departament de Zoologia de la Universitat de Massachusetts fins al 1968. El 1969 fou professor adjunt al Departament de Zoologia de la Universitat de Michigan. El 1970 fou associat de recerca del Museu de Zoologia de la Universitat de Michigan i el 1973 fou nomenat conservador de la col·lecció de mamífers del museu, càrrec que ocupà fins al 1978. El 1979 es traslladà a Washington D.C., on esdevingué conservador adjunt del Departament de Zoologia dels Vertebrats del Museu Nacional d'Història Natural de la Smithsonian Institution. El 1982 es convertí en associat de recerca al Departament de Mastologia del Museu Americà d'Història Natural a Nova York, alhora que continuava la seva col·laboració amb l'Smithsonian.
Centra la seva activitat de recerca en la sistemàtica, l'anatomia, les funcions biològiques i la filogènesi dels rosegadors. A més a més, és un gran apassionat de la fotografia de natura. Ha viatjat a Costa Rica, Guatemala, Mèxic, Nicaragua, Panamà i els Estats Units en el marc de les seves investigacions.
El 1993 i el 2005, edità juntament amb Guy G. Musser la part sobre rosegadors de l'obra de referència Mammal Species of the World, en la qual revisaren un gran nombre de gèneres i espècies.
Carleton és membre de la Societat Americana de Mastòlegs, la Societat per a l'Estudi de l'Evolució i la Societat de Zoologia Sistemàtica.
El 2009, Steven M. Goodman et al. anomenaren Eliurus carletoni en honor seu. El 2021 fou anomenat en honor seu Bullimus carletoni.